# Valvasone Arzene
Valvasone Arzene är en kommun i regionen Friuli-Venezia Giulia i Italien och tillhörde tidigare även provinsen Pordenone som upphörde 2017. Kommunen hade 3 929 invånare (2018).
Kommunen Valvasone Arzene bildades den 1 januari 2015 genom en sammanslagning av de tidigare kommunerna Arzene och Valvasone.